# Tube de Bourdon
Pour les articles homonymes, voir Bourdon.
Le tube de Bourdon est un appareil de mesure de la pression, développé et breveté par l'ingénieur français Eugène Bourdon. Il constitue la base de nombreux types de manomètres anéroïdes.

## Construction

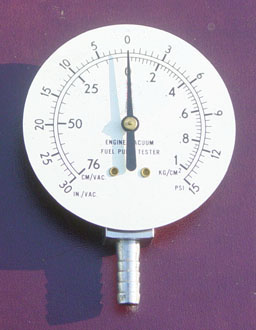
Face avant d'un manomètre à tube de Bourdon.

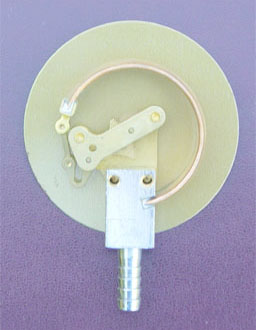
Le tube de Bourdon est visible sur la face arrière du manomètre.

Le tube de Bourdon, sous sa forme plus simple est composé d'un tube aplati formant une section circulaire d'environ 270 °. Une extrémité du tube est scellée et libre de ses déplacements, l'autre extrémité est fixe et connectée à la chambre ou au conduit dont la pression doit être mesurée.
Le tube de bourdon aura une forme en « C » pour les pressions standards avec des parois d'épaisseurs variables en fonction des pressions à mesurer.
Pour les hautes pressions, un tube hélicoïdal sera utilisé.

## Fonctionnement
Lorsque la pression à mesurer augmente, le tube a tendance à se dérouler, lorsqu'elle diminue le tube tend à s'enrouler davantage. Ce mouvement est transmis par une liaison mécanique à un système d'engrenages connecté à une aiguille. L'aiguille est placée devant un cadran portant les indications de valeur de la pression relative à la position de l'aiguille.

### Point faible d'un système sous pression
La version la plus simple du manomètre à tube de Bourdon est dite manomètre sec (Le tube de Bourdon en "crosse d'évêque" est sous pression mais l'intérieur du boîtier (mécanisme, cadran aiguille, verre... est en contact avec l'air ambiant) .
Le tube de Bourdon est donc soumis à des contraintes mécaniques cycliques pour certaines utilisations  et peut  donc finir par éclater par fragilisation du métal ou corrosion dans certaines ambiances hostiles (air salin, vapeurs chimiques...).
La solution consiste à rendre le boitier étanche et à le remplir d'un liquide visqueux et chimiquement neutre (en général de la glycérine). Le manomètre sec est amplement suffisant pour des utilisations à pressions limitées (gonflage des pneus, par exemple) mais pour des applications à hautes pressions (en particulier les compresseurs de plongée sous marine qui délivrent 240 atmosphères, voire plus ) il est préférable d'employer des manomètres dont le boîtier est empli de glycérine. En effet en cas de défaillance (beaucoup moins probable vu les qualités anticorrosion de la glycérine), il y a moins de risques de projection de débris de verre par expansion brutale de l'air.
Par mesure de prudence, les opérateurs d'un compresseur de plongée évitent (ou devraient éviter) de se mettre trop près, ou exactement en face, du manomètre de charge finale des bouteilles de plongée, et porter des lunettes de protection.